# Soskovskij rajon
Il Soskovskij rajon (in russo Сосковский район?) è un rajon dell'Oblast' di Orël, nella Russia europea; il capoluogo è Soskovo.